# Jugoslavenska nacionalna stranka
Jugoslavenska nacionalna stranka (srp. Jugoslovenska nacionalna stranka/Југословенска национална странка; JNS, JeNeSa), politički ustroj nastao u Kraljevini Jugoslaviji po naputcima dvora mjeseca listopada, studenoga i prosinca 1931. Prvotno je ime toga ustroja bilo Jugoslavenska radikalna seljačka demokracija, (srp. Jugoslovenska radikalno-seljačka demokratija/Југословенска радикалнo-сељачка демократија). Na prvom stranačkom kongresu u 20. srpnja 1933. u Beogradu ime se mijenja u Jugoslovenska nacionalna stranka. Sjedište joj je bilo u Beogradu.

## Stvaranje
Stranka je stvorena po naputcima iz režimskoga vrha i dvorskih krugova. Bila je prvom strankom nastalom nakon parlamentarnih izbora u studenom 1931. godine. Dvorski krugovi su ju stvorili kako bi bila pokrićem navodne liberalizacije političkoga prostora u Kraljevini Jugoslaviji. Stranka nije imala uporište među narodnim masama.

## Program
Stranački je program promicao sklop jugoslavenskoga nacionalnog unitarizma i centralizma. U literaturi se nalazi i naziv dvorska stranka. Toj su stranci pripadali oni političari koji su i do tad pomagali kraljev režim, Šestosiječanjsku diktaturu, a isto su nastavili i za vrijeme Oktroiranoga ustava. Glavni odbor Jugoslavenske nacionalne stranke (JNS) je na svom sastanku 17. rujna 1939. pozdravio Sporazum Cvetković-Maček.

## Članstvo
Među članstvom je najveći broj disidenata iz Radikalne stranke (Živković, Uzunović, Srškić, Jevtić, Maksimović) koji su bili velikosrpski orijentirani, ali i znatan broj disidenata iz drugih građanskih stranaka iz razdoblja Vidovdanskog ustava, koji su, provodeći »kraljevu politiku«, prvenstveno mislili na vlastite interese i bogaćenje koje im je omogućavala vlast nekontrolirana od naroda.

## Izbori
Utjecaj "dvorske" Jugoslavenske nacionalne stranke slabi već nakon Marsejskog atentata na kralja Aleksandra 1934. Na parlamentarnim izborima 5. svibnja 1935. stranka je pod rukovodstvom Bogoljuba Jevtića, kao nositelja zemaljske izborne liste, »ostvarila« policijskom represijom i sustavom javnoga glasovanja na izborima nesrazmjeran broj zastupničkih mandata. Unatoč činjenici da je vladina lista postigla 60,6 %, njoj je izborno zakonodavstvo dodijelio 303 zastupničkih mandata, a ujedinjenoj oporbi (Udružena opozicija koju su činile Hrvatska seljačka stranka, Samostalna demokratska stranka, Demokratska stranka, Jugoslavenska muslimanska organizacija i Zemljoradnička stranka) s dobivenih 37,4 % samo 67 zastupničkih mandata. Kad je stranka izgubila vlast mjeseca lipnja 1935., najveći broj zastupnika JNS-a se odmah priključio novom vođi – Milanu Stojadinoviću i njegovoj Jugoslavenskoj radikalnoj zajednici (srp. Jugoslovenska radikalna zajednica/Југословенска радикална заједница; JRZ/ЈРЗ), nastaloj 19. kolovoza 1935. uglavnom od članova Radikalne stranke, Slovenske narodne stranke (slo. Slovenska ljudska stranka) i Jugoslavenske muslimanske organizacije, a Bogoljubu Jevtiću ostaje do kraja skupštinskoga mandata vjerno samo 56 zastupnika. Nakon odlaska u opoziciju JNS je izgubila svako političko značenje, te ostala bez utjecaja na vlasti. Na parlamentarnim izborima u prosincu 1938. njezin se Glavni odbor odlučuje na suradnju i zajednički nastup s listom Bloka narodnoga sporazuma, kako bi se na taj način osvetio Milanu Stojadinoviću. Međutim, pristalice JNS u Hrvatskoj odbile su poziv svoga vodstva i priključile se izbornoj listi predsjednika vlade Milana Stojadinovića. Ideološki i politički raspad JNS bio je tada gotovo dovršen.

## Drugi svjetski rat
Godine 1942. godini dolazi do djelovanja za osnivanje novoga ustroja antifašistički orijentiranih građanskih političara koji su se nazivali jugonacionalisti, a pretežno su bili iz predratne Jugoslavenske nacionalne stranke.